# Condecoración Miguel Hidalgo
La Condecoración Miguel Hidalgo es, de iure, la máxima condecoración que los Estados Unidos Mexicanos puede otorgar a sus ciudadanos. Se otorga por méritos eminentes o distinguidos, conducta ejemplar o trabajo de toda la vida, servicios relevantes prestados a la nación o a la humanidad, o actos heroicos. Hay muy pocos registros de su otorgamiento.

## Historia
El premio lleva el nombre de Miguel Hidalgo y Costilla, sacerdote católico novohispano y principal líder de la guerra de Independencia de México .
En 1975, el presidente Luis Echeverría firmó el decreto que establece la Ley Mexicana de Premios, Estímulos y Recompensas Civiles, que enlista los galardones que otorga el poder ejecutivo del gobierno de México y establece la Condecoración Miguel Hidalgo como el máximo galardón de la nación a sus propios ciudadanos.

## Grados
La condecoración consta de cuatro grados, en orden descendente:
- Collar:
  - Por actos heroicos, difíciles de repetir por una persona de conducta ejemplar.
  - Por servicios prestados a la nación o a la humanidad, de carácter trascendente y sumamente benéfico.
- Cruz:
  - Por méritos eminentes.
  - Por conducta excepcionalmente ejemplar.
  - Por actos heroicos o servicios prestados que no ameriten collar.
- Banda:
  - Por méritos distinguidos.
  - Por una conducta tan ejemplar que amerita que sea de conocimiento público.

- Placa:
  - Por méritos no contemplados en los grados anteriores.

Nota: con el grado banda se otorga también la placa.

## Otorgamientos
- Hilario Durán Herreros: recibió la banda en 1978 por sus aportes al desarrollo del reglamento aduanero y la reforma administrativa de México.[2]
- Jesús Silva Herzog: recibió el collar en 1979 por sus aportes al sistema académico mexicano y por sus méritos como "libertador económico".[3]
- Ignacio T. Chávez: recibido el 8 de mayo de 1980 de manos del presidente José López Portillo por sus méritos como "médico y humanista".
- Nicolás T. Bernal: recibido el 8 de mayo de 1980 de manos del presidente José López Portillo por sus méritos como "luchador floresmagonista"
- Personal de la salud por conducta ejemplarmente destacada y por méritos distinguidos en la atención de la emergencia sanitaria ocasionada por el virus SARS-CoV2 (COVID-19). En 2020, 58 en grado collar[4] y 425 en grado cruz; en 2021, 6650 en grado banda.[5]